# Xamiatus magnificus
Xamiatus magnificus is een spinnensoort in de taxonomische indeling van de bruine klapdeurspinnen (Nemesiidae).
Xamiatus magnificus werd in 1981 beschreven door Raven.